# Saison 9 de Détective Conan
 (octobre 2024).
Chronologie
Saison 8 de Détective Conan Saison 10 de Détective Conan
La saison 9 de Détective Conan a été diffusée du 5 janvier 2004 au 20 décembre 2004 (épisodes 345 à 383) sur Nippon TV. Elle est composée de 39 épisodes.
Le treizième opening (épisodes 333 à 355) intitulé Kimi to yakusoku shita yasashii ano basho made, est interprété par le groupe de J-pop U-ka Saegusa IN dB. Le quatorzième opening (épisodes 356 à 393) intitulé Start, est interprété par la chanteuse de J-pop Rina Aiuchi. 
Le dix-huitième ending (épisodes 329 à 349) intitulé Kimi to iu hikari, est interprété par le groupe de J-pop Garnet Crow. Le dix-neuvième ending (épisodes 350 à 375) intitulé Nemuru kimi no yokogao ni hohoemi wo, est interprété par le groupe de J-pop U-ka Saegusa IN dB. Le vingtième ending (épisodes 376 à 397) intitulé Wasurezaki, est interprété par le groupe de J-pop Garnet Crow.
| No | Titre français | Titre japonais                                | Titre japonais                                                         | Date de 1re diffusion |
| No | Titre français | Kanji                                         | Rōmaji                                                                 | Date de 1re diffusion |
| --- | --- | --------------------------------------------- | ---------------------------------------------------------------------- | --------------------- |
| 345 – SP15 | Confrontation avec l'organisation des hommes en noir – Deux mystères sous une nuit de pleine lune (épisode spécial de 2 heures 30) (files : 429-434/tome : 42) | 黒の組織と真っ向勝負 満月の夜の二元ミステリー | Kuro no soshiki to makkou shoubu – Mangetsu no yoru no nigen misuterii | 5 janvier 2004        |
| Conan reçoit une invitation pour un évènement sur un bateau. L'expéditeur, Vermouth, laisse entendre qu'elle connait sa véritable identité. Se sachant découvert par l'organisation des hommes en noir, un audacieux plan se met à l'œuvre pour les dénicher une bonne fois pour toutes. De nombreux mystères sont sur le point d'être révélés. | |                                               |                                                                        |                       |
| 346 | Retrouvez la marque sur les fesses – 1re partie (files : 435-437/tomes : 42-43)                                                                                | お尻のマークを探せ (前編)                     | Oshiri no maaku wo sagase - Zenpen                                     | 12 janvier 2004       |
| 347 | Retrouvez la marque sur les fesses – 2e partie (files : 435-437/tomes : 42-43)                                                                                 | お尻のマークを探せ (後編)                     | Oshiri no maaku wo sagase - Kōhen                                      | 19 janvier 2004       |
| Conan et Ai se remettent tranquillement des aventures de l'affaire précédente. Alors que Ai doit prendre une terrible décision pour son futur, Ayumi est mêlée à une enquête en rentrant de l'école. | |                                               |                                                                        |                       |
| 348 | Amour, Fantôme et Patrimoine mondial – 1re partie | 愛と幽霊と地球遺産 (前編)                     | Ai to yuurei to chikyuu isan - Zenpen                                  | 26 janvier 2004       |
| 349 | Amour, Fantôme et Patrimoine mondial – 2e partie | 愛と幽霊と地球遺産 (後編)                     | Ai to yuurei to chikyuu isan - Kōhen                                   | 2 février 2004        |
| Kogorō et Ran emmènent les détectives juniors en séjour dans un village en cours de classement au patrimoine mondial. Mais cette ville est pleine de fantômes, ce qui motivent nos détectives à mener l'enquête, et quelle enquête ! La 2e nuit, le patron de leur hôtel est assassiné par une ombre sortie du grenier : un fantôme. | |                                               |                                                                        |                       |
| 350 | Oubli de téléphone portable – 1re partie (files : 438-440/tome : 43)                                                                                           | 忘れた携帯電話 (前編)                         | Wasureta keitai denwa - Zenpen                                         | 9 février 2004        |
| 351 | Oubli de téléphone portable – 2e partie (files : 438-440/tome : 43)                                                                                            | 忘れた携帯電話 (後編)                         | Wasureta keitai denwa - Kōhen                                          | 16 février 2004       |
| Au café Poirot en dessous de l'agence Môri, la serveuse habituelle de Kogorō, Azusa, est impliquée dans une affaire. Un client aurait oublié un téléphone portable rempli de codes, et c'est à Conan et Kogorō de résoudre l'affaire. | |                                               |                                                                        |                       |
| 352 | La tragédie du concours de pêche – 1re partie | フィッシング大会の悲劇 (前編)                 | Fisshingu taikai no higeki - Zenpen                                    | 23 février 2004       |
| 353 | La tragédie du concours de pêche – 2e partie | フィッシング大会の悲劇 (後編)                 | Fisshingu taikai no higeki - Kōhen                                     | 1er mars 2004         |
| 354 | Un petit client – 1re partie (files : 401-403/tome : 39) | 小さな依頼者 (前編)                           | Chiisana iraisha - Zenpen                                              | 8 mars 2004           |
| 355 | Un petit client – 2e partie (files : 401-403/tome : 39) | 小さな依頼者 (後編)                           | Chiisana iraisha - Kōhen                                               | 15 mars 2004          |
| Une star de la télévision de l'âge de Conan demande à l'agence Môri d'enquêter discrètement sur l'identité de sa mère. Leurs déductions les emmènent au bord de la plage, mais l'hôtel ou ils se sont installés et troublé par un crime. Les deux affaires doivent être résolues aussi promptement que discrètement, pour le bien de tous. | |                                               |                                                                        |                       |
| 356 - SP16 | Le miracle de la promenade en plein air de l'Insaisissable Kid (épisode spécial de 45 minutes) (files : 453-456/tome : 44)                                     | 怪盗キッドの驚異空中歩行                      | Kaito Kiddo no kyoui kuuchuu hokou                                     | 12 avril 2004         |
| Un riche oncle de Sonoko, Jirokichi Suzuki, déclare détenir une pierre précieuse exceptionnelle. Il adresse publiquement un défi au grand voleur, l'Insaisissable Kid, pariant que le magicien serait incapable de la lui dérober. Conan va participer à la défense du joyau contre son meilleur ennemi, l'Insaisissable Kid ! | |                                               |                                                                        |                       |
| 357 | "Chéri" est une illusion du Printemps | 恋人は春のまぼろし                            | Koibito wa haru no maboroshi                                           | 26 avril 2004         |
| 358 | L'histoire d'amour d'un détective 5 – 1re partie (files : 404-406/tome : 40)                                                                                   | 本庁の刑事恋物語5 (前編)                      | Honchō no keiji koi monogatari 5 - Zenpen                              | 3 mai 2004            |
| 359 | L'histoire d'amour d'un détective 5 – 2e partie (files : 404-406/tome : 40)                                                                                    | 本庁の刑事恋物語5 (後編)                      | Honchō no keiji koi monogatari 5 - Kōhen                               | 10 mai 2004           |
| Le rendez-vous dans un parc d'attractions des inspecteurs Sato et Takagi est perturbé quand celui-ci découvre que son sac a été échangé avec celui d'un dealer de drogues. Le service reprend pour les inspecteurs, aidés par Conan et les détective juniors qui passaient par-là. Les autres agents du quartier général sont là, eux aussi, bien que pour des raisons très différentes… | |                                               |                                                                        |                       |
| 360 | Un scarabée printanier mystérieux | 不思議な春のかぶと虫                          | Fushigi na haru no kabutomushi                                         | 17 mai 2004           |
| Genta emmène les Détectives Boys dans une animalerie qu'il affectionne, mais elle est fermée et pour cause : le propriétaire a été assassiné. Alors qu'ils commencent leur enquête, les enfants sont expulsés par l'officier Sâto. D'après le flyer récupéré par Conan, les enfants décident de se rendre au musée des insectes dans la préfecture voisine, quitte à abuser un peu de la gentillesse de l'officier Takagi, ce qui n'est pas une si mauvaise idée pour l'enquête ... | |                                               |                                                                        |                       |
| 361 | L'histoire de fantôme de l'école Teitan – 1re partie (files : 457-459/tomes : 44-45)                                                                           | 帝丹高校学校怪談 (前編)                       | Teitan koukou gakkou kaidan - Zenpen                                   | 24 mai 2004           |
| 362 | L'histoire de fantôme de l'école Teitan – 2e partie (files : 457-459/tomes : 44-45)                                                                            | 帝丹高校学校怪談 (後編)                       | Teitan koukou gakkou kaidan - Kōhen                                    | 31 mai 2004           |
| Conan va enquêter dans le lycée qu'il fréquentait quand il était Shinichi, ou de mystérieux éléments liés à la mort récente d'un élève surviennent. Le docteur Araide est encore troublé par l'affaire avec Vermouth. | |                                               |                                                                        |                       |
| 363 | La ville des corbeaux | 都会のカラス                                  | Tokai no karasu                                                        | 7 juin 2004           |
| 364 | Double meurtre – 1re partie | シンクロニシティ事件 (前編)                   | Shinkuronishiti jiken - Zenpen                                         | 14 juin 2004          |
| 365 | Double meurtre – 2e partie | シンクロニシティ事件 (後編)                   | Shinkuronishiti jiken - Kōhen                                          | 21 juin 2004          |
| Kogorō est en pleine mission quand l'homme qu'il poursuit tombe du balcon d'un immeuble. Ce qui ne ressemble qu'à un tragique accident prend une tournure bien mystérieuse, quand on apprend qu'à la même heure, le frère jumeau de la victime est mort chez lui, mais cette fois-ci poignardée en plein ventre. Serait-ce la preuve du synchronisme gémellaire ? | |                                               |                                                                        |                       |
| 366 | Une chambre secrète ouverte sur la mer – 1re partie (files : 460-462/tome : 45)                                                                                | 丸見え埠頭の惨劇 (前編)                       | Marumie futou no sangeki - Zenpen                                      | 5 juillet 2004        |
| 367 | Une chambre secrète ouverte sur la mer – 2e partie (files : 460-462/tome : 45)                                                                                 | 丸見え埠頭の惨劇 (後編)                       | Marumie futou no sangeki - Kōhen                                       | 12 juillet 2004       |
| Conan et le professeur Agasa décide, pour que Ai puisse se détendre après les évènements avec Vermouth, d'organiser une journée au large avec les détectives juniors. Alors qu'ils pêchent tous sur une digue en compagnie d'une bande de pécheur, l'un de ces derniers est empoisonné et se trouve en condition critique. Le professeur part sur le continent avec le blessé et le seul bateau, laissant à Conan le soin de trouver le coupable. | |                                               |                                                                        |                       |
| 368 | La maison aux friandises, l'antre d'une sorcière | 魔女が棲むお菓子の家                          | Majo ga sumu okashi no ie                                              | 26 juillet 2004       |
| Ran et Conan accompagnent Sonoko à « L’Écriture », un forum de pâtisserie où se mêlent certains des artistes les plus en vogue de la nouvelle génération. Alors que nos trois compères dégustent tranquillement leurs gâteaux, un cri retenti : la propriétaire de la maison des sucreries a été assassinée … | |                                               |                                                                        |                       |
| 369 | Le suspense de l'homme chanceux | ツイてる男のサスペンス                        | Tsuiteru otoko no sasupensu                                            | 2 août 2004           |
| 370 | Fuir dans un jeu | 逃げ回るゲームソフト                          | Nigemawaru gēmu sofuto                                                 | 9 août 2004           |
| C'est l'effervescence ! Le deuxième opus du célèbre jeu "Gyadorin" des productions Shining va sortir dans quelques jours. Genta, Ayumi et Mitsuhiko ne peuvent s'empêcher de pénétrer dans le siège social à la recherche d'indices. Dans la précipitation, Genta embarque par erreur ce qu'il croit être une version expérimentale du jeu, mais malheureusement pour nos amis, il s'agit de la preuve d'un assassinat ... Conan doit venir à la rescousse des détectives juniors ! | |                                               |                                                                        |                       |
| 371 | Un parcours sans protestation – 1re partie (files : 463-465/tome : 45)                                                                                         | 物言わぬ航路 (前編)                           | Mono iwanu kouro - Zenpen                                              | 23 août 2004          |
| 372 | Un parcours sans protestation – 2e partie (files : 463-465/tome : 45)                                                                                          | 物言わぬ航路 (後編)                           | Mono iwanu kouro - Kōhen                                               | 30 août 2004          |
| Kogorō est invité à participer à une émission de télévision loin de Tokyo, en compagnie d'un joueur de baseball renommé. Sachant que ce joueur est très apprécié par sa mère Eri, Ran convainc Conan de prendre des billets d'avion de dernière minute pour demander un autographe au joueur. Mais il est retrouvé mort sur le côté de la route. C'est à Kogorō l'Endormi de résoudre l'enquête, pendant le déroulement de laquelle Conan entend un numéro de téléphone tristement familier.                                                                                                  | |                                               |                                                                        |                       |
| 373 | Le piège de l'araignée venimeuse | 猛毒蜘蛛の罠                                  | Moudoku gumo no wana                                                   | 6 septembre 2004      |
| Au cours d'une après-midi foot, les Détectives juniors et Ai tombent sur une séance photo en pleine nature : un magazine veut faire un numéro spécial sur les araignées venimeuses. Alors que la reporter demande à ce qu'on appel le professeur des universités pour l'interview, celui-ci se met à hurler au combiné qu'il a été mordu par une veuve noire, mortelle. Une fois sur place, Conan soupçonne que cet accident n'en est pas un ... | |                                               |                                                                        |                       |
| 374 | Un code fait d'étoiles et de tabac – 1re partie (files : 466-469/tomes : 45-46)                                                                                | 星と煙草の暗号 (前編)                         | Hoshi to tabako no angou - Zenpen                                      | 18 octobre 2004       |
| 375 | Un code fait d'étoiles et de tabac – 2e partie (files : 466-469/tomes : 45-46)                                                                                 | 星と煙草の暗号 (後編)                         | Hoshi to tabako no angou - Kōhen                                       | 25 octobre 2004       |
| Le professeur et les détective juniors sont allés dans une auberge loin de toute habitation pour pouvoir observer les étoiles. Alors qu'ils se trouvent à un point de vue renommé dans la forêt, ils découvrent un squelette, accompagné d'un mystérieux code. Dans l'impossibilité d'appeler la police, ils doivent résoudre l'enquête par eux-mêmes. Un numéro de téléphone sinistrement familier se refait entendre… | |                                               |                                                                        |                       |
| 376 | Heure limite : 15H ! | タイムリミットは15時!                         | Taimu rimitto wa juugo-ji!                                             | 1er novembre 2004     |
| Le professeur Agasa emmènent les Détectives juniors ainsi que Ai et Ran en camping. Cette dernière, fatiguée, va s'allonger dans la tente. Quelques instants plus tard, un homme kidnappe Ran. | |                                               |                                                                        |                       |
| 377 | Momotarou, une mystérieuse visite – 1re partie | 桃太郎謎解きツアー (前編)                     | Momotarou nazotoki tsuaa - Zenpen                                      | 8 novembre 2004       |
| 378 | Momotarou, une mystérieuse visite – 2e partie | 桃太郎謎解きツアー (後編)                     | Momotarou nazotoki tsuaa - Kōhen                                       | 15 novembre 2004      |
| Les détectives juniors et le professeur Agasa font une sortie dans la ville de Kurashiki. Lors de leur visite, il rencontre une bande d'amis qui se retrouvent après 15 ans de séparation. Celle qui les a rassemblés propose de participer à une chasse aux trésor le lendemain. En reprenant leur visite, les détectives en herbe tombent sur une fleur de la légende de Momotarou, contenant ce qui semble être un code secret. Nos jeunes amis partent à l'aventure dans une chasse au trésor qui pourrait bien prendre des allures tragiques, et morbides.                               | |                                               |                                                                        |                       |
| 379 | L'affaire du kimono dans une source chaude par une nuit enneigée – 1re partie                                                                                  | 秘湯雪闇振袖事件 (前編)                       | Hitou yuki yami furisode jiken - Zenpen                                | 22 novembre 2004      |
| 380 | L'affaire du kimono dans une source chaude par une nuit enneigée – 2e partie                                                                                   | 秘湯雪闇振袖事件 (後編)                       | Hitou yuki yami furisode jiken - Kōhen                                 | 29 novembre 2004      |
| Du haut d'un bâtiment universitaire, une jeune fille mélancolique se laisse tomber dans le vide. 5 ans plus tard, Ran, Conan et Kogorō se rendent à des sources chaudes en pleine saison hivernale. Là-bas, ils y rencontrent une jeune écrivaine et l'équipe de sa maison d'édition, qui font un séjour pour interviewer 3 anciennes diplômées d'une université, toile de fond de son prochain roman. L'une des diplômées demande à Kogorō d'enquêter sur le tragique suicide d'il y a 5 ans. Cette histoire pourrait bien avoir un lien avec le double meurtre qui vient de se dérouler ... | |                                               |                                                                        |                       |
| 381 | À qui est cette déduction ? – 1re partie (files : 441-444/tome : 43)                                                                                           | どっちの推理ショー (前編)                     | Docchi no suiri shou - Zenpen                                          | 6 décembre 2004       |
| 382 | À qui est cette déduction ? – 2e partie (files : 441-444/tome : 43)                                                                                            | どっちの推理ショー (後編)                     | Docchi no suiri shou - Kōhen                                           | 13 décembre 2004      |
| Heiji et Kazuha sont en visite à Tokyo. Ils veulent inviter la famille Môri et Conan à Osaka, mais ne sont pas d'accord sur où. Heiji est supporté par Conan, et Kazuha par Ran, et c'est à Kogorō de trancher. Il propose donc un duel de déductions : la première des deux équipes à trouver la solution à une enquête sur laquelle il travaille pourra choisir, entre le baseball et un spectacle de danse. | |                                               |                                                                        |                       |
| 383 - SP17 | Miracle au Koushien Ball Park ! Un rebelle face au démon noir (épisode spécial de 1 heure 30) (files : 445-449/tomes : 43-44)                                  | 甲子園の奇跡 ! 見えない悪魔に負けず嫌い       | Koushien no kiseki ! Mienai akuma ni makezu girai                      | 20 décembre 2004      |
| À la suite de l'affaire précédente, les Môri vont à Osaka avec Heiji et Kazuha pour voir la finale de baseball au Koshien Stadium. Cependant, un poseur de bombe suicidaire menace de faire exploser le stade, et laisse des indices pour que Conan, Heiji, et l'inspecteur Otaki de la police d'Osaka empêchent la catastrophe ! | |                                               |                                                                        |                       |